# Никульцева, Виктория Валерьевна
Викто́рия Вале́рьевна Нику́льцева (род. 1975) — российский литературовед, лингвист.

## Биография
В 1994—1999 годах училась на факультете русской филологии Московского педагогического университета (МПУ), который окончила с отличием. В 2000—2003 годах училась в аспирантуре МПУ (с 2002 года — Московский государственный областной университет, МГОУ). В феврале 2004 года защитила диссертацию на соискание учёной степени кандидата филологических наук на тему «Лексические неологизмы Игоря-Северянина (деривация, значение, употребление)» под руководством Николая Шанского.
Автор более 150 научных и учебно-методических работ. Автор «Словаря неологизмов Игоря-Северянина» (2008); автор статей в словарях и энциклопедиях: «Ф. И. Тютчев. Школьный энциклопедический словарь» (2004), «Литературная энциклопедия русского зарубежья» (2006), «Розановская энциклопедия» (2008).
Доцент кафедры стилистики русского языка, культуры речи и риторики Московского государственного областного университета.

## Научная деятельность
Область научных интересов: проблемы языка художественной литературы, филологического анализа художественного текста, текстологии, литературной критики и др.

## Преподавательская деятельность и деятельность в сфере образования
Читает лекционные курсы и ведёт практические занятия по предметам «Русский язык и культура речи», «Стилистика русского языка и культура речи», «Культура делового общения» на 8 факультетах Московского государственного областного университета: факультете психологии, изобразительного искусства и народных ремесел, безопасности жизнедеятельности, физической культуры, физико-математическом, педагогическом, химико-биологическом, географо-экологическом.
Автор нескольких учебных и методических пособий.

## Награды и премии
- Диплом победителя во Всероссийском конкурсе «За образцовое владение русским языком в профессиональной речи» для работников высшего профессионального образования Российской Федерации (Белгород, 2006)[1]
- Грант РГНФ на издание «Словаря неологизмов Игоря-Северянина» (2007, совместно с В. В. Лопатиным; проект № 07-04-94479 д)[1]
- Грант по итогам «Целевого конкурса поддержки молодых учёных» РГНФ (2009, проект № 09-04-95589 «Словотворчество поэтов Серебряного века»)[1]